# アンドレーアス・イサクソン
アンドレーアス・イサクソン（Andreas Isaksson, 1981年10月3日 - ）は、スウェーデン・スコーネ県トレッレボリ市Smygehamn出身のサッカー選手。元サッカースウェーデン代表。ポジションはゴールキーパー。

## クラブ経歴

### スウェーデンとイタリア
トレッレボリ市Smygehamnに生まれたイサクソンは、ユース時代を地元のオストラ・トルプGIF（Östra Torp GIF）で過ごし、1999年にトレッレボリFFへ移籍すると、2人のGKが怪我したことで出番が訪れ17歳の時にトップリーグデビューを果たした。その才能が注目を集め、1999年6月にイタリア1部の名門ユヴェントスFCに引き抜かれた。しかし、同時期にオランダ代表のエトヴィン・ファン・デル・サールが加入したことで出番は訪れず、2001年1月16日に母国のユールゴーデンIFと契約を締結した。
ユールゴーデンではラミ・シャーバンを控えに追いやり正GKの座を掴み、ステファン・バルリン, ニクラス・ラスク, アブガル・バルサム, ステファン・レーンらと共に中心選手として2002年シーズンのリーグ優勝に貢献。また、カップ戦決勝でライバルのAIKソルナを1-0で破り、ルアイ・チャンコ, バビス・ステファニディス, キム・シェルストレームらと優勝カップを掲げ、2冠を達成。その結果から年間最優秀GK賞を受賞した。また、翌2003シーズンもリーグを制し2連覇を達成、再び年間最優秀GK賞に選出されている。

### レンヌ
2004年7月、イングランド1部のチェルシーFCへ移籍したペトル・チェフの後釜としてフランス1部のスタッド・レンヌと契約。1シーズン目は全38試合に出場し、得点王に輝くアレクサンダー・フライと共に4位躍進の原動力として活躍、UEFAカップ2005-06出場権を得た。2シーズン目は7位に終わったものの、前年に引き続き、そして4年連続となるスウェーデン年間最優秀GK賞を受賞した。

### マンチェスター・シティ
2006年8月15日にイングランド1部のマンチェスター・シティFCへ移籍金200万ポンドで加入。ポーツマスFCへ移籍したデイヴィッド・ジェームスの後釜そして正GKとして期待された が、代表戦での足の怪我、さらにクラブの練習中にベルナルド・コッラーディと衝突したことによる膝の怪我からなかなか出番が訪れず、12月9日のマンチェスター・ユナイテッドFCとのマンチェスター・ダービー（1-3敗北）中に怪我をしたニッキー・ウィーバーと交代する形でようやく移籍後初出場を果たした。その後もウィーバーにポジションを明け渡していた ものの、2007年3月14日のチェルシーFC戦（0-1敗北）で移籍後2度目となる先発出場を果たすと、同試合から最終節までの残り10試合全てに出場、そのうち4試合を無失点に抑え、最終節のトッテナム・ホットスパー戦（1-2敗北）でジャーメイン・デフォーのPKを防ぐ など活躍した。
2007-08シーズン前にスウェーデンとベルギーで行った試合のほとんどに出場していたが、練習で親指を骨折、その後に右膝を怪我した ことで同シーズン最初の2か月を欠場を余儀なくされた。2007年10月31日のフットボールリーグカップボルトン・ワンダラーズFC戦で2007-08シーズン初出場を果たし無失点に抑える も、若手のジョー・ハートと世界的GKピーター・シュマイケルの息子カスパー・シュマイケルの存在からなかなか出番が訪れずにいた。その後、11月末から12月の5試合にローテーションの一環として起用されたものの、スヴェン＝ゴラン・エリクソン監督が近い将来の正GKをハートに見据えた こともあり、出場機会を求めて2008年1月に別のクラブを模索し、これに呼応するようにトルコ1部の強豪ガラタサライSKからローンでの移籍話が舞い込んだが、完全移籍のみを望んだため拒否し、残留が決定した。しかし、シュマイケルが2部のカーディフ・シティに貸し出され第2GKの地位に就くもベンチを温める日々が続いた。5月11日の最終節ミドルスブラFC戦（1-8敗北）で久しぶりに出場したが大量失点を被り、この試合がマンチェスター・シティでの最後の試合となった。

### PSV
2008年7月2日、トッテナム・ホットスパーFCへ移籍したエウレリョ・ゴメスの後釜としてオランダ1部の強豪PSVアイントホーフェンと4年契約を締結。移籍してすぐさまディルク・マルセリス, イブラヒム・アフェレイ, ジェイソン・クリナ, ティミー・シモンスらと共に中心選手としてプレーすることに成功するも、前シーズン王者として臨んだこの2008-09シーズンは、UEFAチャンピオンズリーグ 2008-09で勝利したのは10月23日のオリンピック・マルセイユ戦（2-0） のみとグループリーグを最下位で敗退し、さらにリーグ戦では4位に終わったことでUEFAチャンピオンズリーグ 2009-10出場権獲得には至らず、チームとしては失敗に終わった。
2009年夏にフレット・ルッテン監督が就任以降も正GKとして起用され、2009-10シーズンのクラブは第25節まで無敗で首位の座に着いていたが、残り9試合で勝ち点僅か13しか獲得出来ず、最終的に王者FCトゥウェンテ, 2位のアヤックス・アムステルダムに次ぐ3位に終わった。翌2010-11シーズンもこの3クラブ間での争いになったが再び3位に終わり、またしてもUEFAチャンピオンズリーグ出場を逃した。
PSVでは、マンチェスター・シティ時代とは打って変わり背番号1を付けて正GKを務めていたが、2011-12シーズンの3月上旬に行われたトゥウェンテ戦（ホーム2-6敗北）UEFAヨーロッパリーグ 2011-12のスペイン1部バレンシアCF戦（2-4敗北）と2試合合計10失点と大量失点を被ったことでポーランド代表プシェミスワフ・ティトンの起用を考慮され、そのまま同選手にポジションを奪われた。以降、出番が訪れることはなく同シーズン終了に伴い契約満了したため退団が決定。PSVではリーグ戦出場124試合を記録した。

### トルコ
2012年7月9日に4シーズンぶりに昇格を果たしたトルコ1部のカスムパシャASへ2015年までの3年契約で移籍した。

### ユールゴーデンIF
2016年8月11日、ユールゴーデンIFに復帰した。

## 代表経歴
2002年3月のスイス戦でラーシュ・ラーゲルベック監督とトミー・セデベリ監督率いるスウェーデン代表デビュー をし、同年に2002 FIFAワールドカップのメンバーに選出されるも、マグヌス・ヘドマンとマグヌス・シールステットに次ぐ第3GKとしての役割から出場はなかった。以降は、ヘドマンの控えとしての日々が続いていた が、その後、怪我をした同選手にとって代わりUEFA EURO 2004予選終盤から正GKの座を掴むと本大会でも引き続き正GKとして出場し、オロフ・メルベリ, クリスティアン・ヴィルヘルムソン, ズラタン・イブラヒモヴィッチ, エリック・エドマンらと共にグループリーグ首位突破に貢献した。しかし、続くオランダ戦（0-0）ではPK戦（4-5）の末に敗退した。

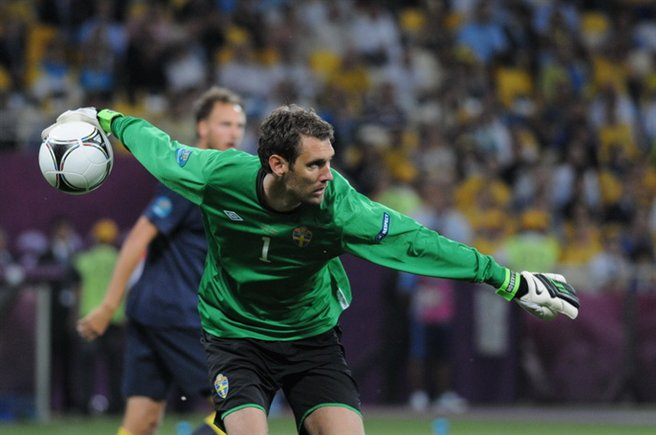
UEFA EURO 2012でスウェーデン代表としてプレーするイサクソン。

続く2006 FIFAワールドカップでも正GKを務め、フレドリック・ユングベリ, マルクス・アルベック, テディ・ルチッチ, ニクラス・アレクサンデションらと共に2位でグループリーグを突破するも、ドイツとのベスト16でヘンリク・ラーションのPK失敗、そしてルーカス・ポドルスキの2得点に沈んだ。
UEFA EURO 2008では、初戦のギリシャ戦（2-0勝利）で前回王者相手に無失点に抑える 活躍を見せ、メルベリ, イブラヒモヴィッチ, フレドリック・ストール, ダニエル・アンデションらが尽力するも3位でグループリーグ敗退に終わった。また、2010 FIFAワールドカップ・ヨーロッパ予選でも引き続き正GKを務めたが、デンマーク, ポルトガルに次ぐ3位に終わったため、本大会出場権を逃している。
UEFA EURO 2012予選では10試合中9試合に出場。チームは、予選最終節で首位オランダに勝利したことで全予選グループで最も成績が良い2位チームとなったことで、プレーオフを経ず本大会進出が決定。2012年5月29日にエリック・ハムレーン監督の下で本大会23人のメンバーに選出される と、グループリーグ最終節のフランス戦（2-0勝利）で無失点に抑えた ものの、前回大会に続き、グループリーグ敗退に終わった。
2012年10月12日のフェロー諸島戦でスウェーデン代表史上8人目となる通算出場数100試合を達成した。

## 代表歴

### 出場大会
- スウェーデン代表
  - 2002 FIFAワールドカップ
  - 2006 FIFAワールドカップ

### 試合数
- 国際Aマッチ 133試合 0得点（2002年-2016年）[26]

| スウェーデン代表 | 国際Aマッチ | 国際Aマッチ |
| 年               | 出場        | 得点        |
| ---------------- | ----------- | ----------- |
| 2002             | 4           | 0           |
| 2003             | 10          | 0           |
| 2004             | 14          | 0           |
| 2005             | 9           | 0           |
| 2006             | 5           | 0           |
| 2007             | 10          | 0           |
| 2008             | 12          | 0           |
| 2009             | 10          | 0           |
| 2010             | 6           | 0           |
| 2011             | 10          | 0           |
| 2012             | 12          | 0           |
| 2013             | 10          | 0           |
| 2014             | 6           | 0           |
| 2015             | 9           | 0           |
| 2016             | 6           | 0           |
| 通算             | 133         | 0           |

## タイトル
クラブ
ユールゴーデンIF
- アルスヴェンスカン : 2002, 2003
- スウェーデン・カップ : 2002

PSVアイントホーフェン
- ヨハン・クライフ・シャール : 2008

個人
- スウェーデン年間最優秀GK賞 : 2002, 2003, 2004, 2005, 2009, 2011, 2012[2]